# Джанибак ас-Суфи
Джанибак ас-Суфи (Джанибег ас-Суфи, Джанибей ас-Суфи; умер 26 октября 1437 года) — мамлюкский военачальник и придворный сановник, главнокомандующий войсками (атабек аль-асакир) в 1421 году и регент Мамлюкского султаната при несовершеннолетнем султане ас-Салихе Мухаммаде ибн Татаре (1421—1422). Претендент на мамлюкский престол с 1422 года, политический противник султана аль-Ашрафа Барсбея (1422—1438).

## Карьера при каирском дворе

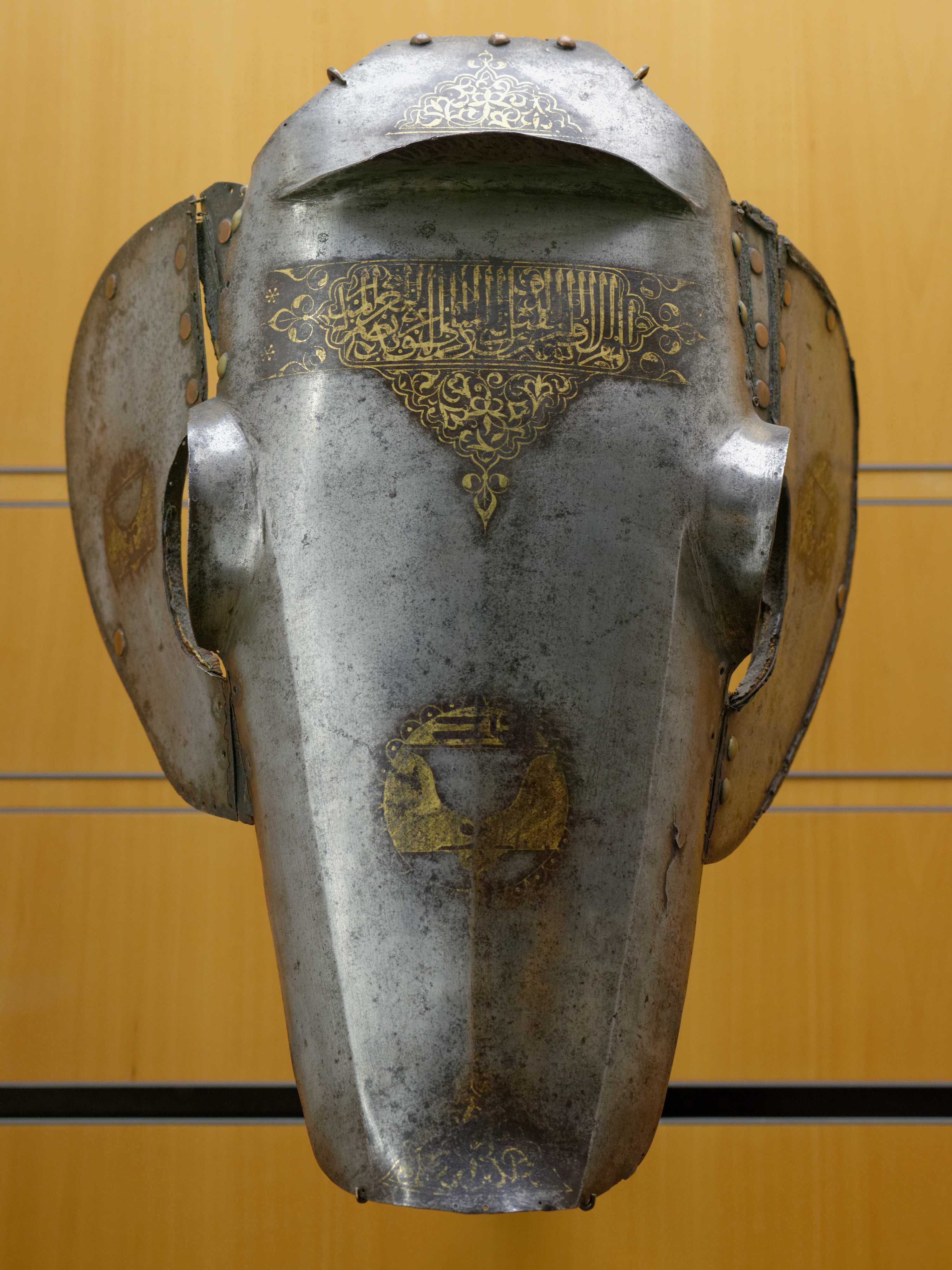
Лошадиный налобник мамлюкского эмира, будущего султана аз-Захира Татара. Около 1419 года. Лионский музей изобразительных искусств

Джанибак предположительно был черкесского происхождения. В молодости он поступил на службу в корпус мамлюков султана аз-Захира Баркука (1382—1399) в Каире. При сыне Баркука, мамлюкском султане ан-Насире Фарадже (1399—1412), карьера Джанибака все ещё оставалась, в основном, вне поля зрения исторических источников того периода, однако известно, что он существенно продвинулся в мамлюкской военно-политической иерархии, получив ранг «эмира сотни», благодаря чему Джанибак приобрёл при каирском дворе статус сановника. При следующем мамлюкском султане аль-Муайяде Шайхе (1412—1421) Джанибак был назначен на различные высокопоставленные придворные должности, однако в 1415 году неожиданно был брошен в тюрьму по неизвестным причинам и был освобождён только в 1418 году.
В течение следующих двух лет после освобождения Джанибак ас-Суфи оставался в тени, пока в 1421 году новый султан аз-Захир Татар ни вернул его ко двору. Через некоторое время эмир Джанибак был назначен главнокомандующим мамлюкской армией (атабеком аль-асакиром). Когда аз-Захир Татар, процарствовав около трёх месяцев, тяжело заболел, он перед смертью завещал престол своему десятилетнему сыну Мухаммаду, назначив Джанибака ас-Суфи ответственным за управление государством (регентом), а эмира Барсбея — управляющим султанским двором и наставником юного султана. В течение полугода после смерти Татара между эмирами Джанибаком и Барсбеем продолжалась борьба за власть, победителем из которой вышел последний. В ходе короткой стычки сторонники Джанибака были разбиты, а сам он схвачен и отправлен Барсбеем в тюрьму в Александрии, куда в бурджитский период заключались противники правящих султанов. В апреле 1422 года Барсбей низложил юного султана ас-Салиха Мухаммада и сам занял престол под именем аль-Малика аль-Ашрафа Барсбея.
В июле 1423 года Джанибаку каким-то чудом удалось бежать из тюрьмы Александрии. Придворный мамлюкский летописец Ибн Тагриберди описал последовавшие за этим события с присущим ему драматизмом: «Султан продолжал [править], пока ничто не беспокоило его, до пятницы, 7-го шабана (16 июля 1423 года). [В тот день] султан получил известие о том, что старший эмир Джанибак ас-Суфи бежал из Александрии из башни, где он был заключён, и [что] он покинул этот пограничный город, и никто этого не заметил. Когда султан услышал эту новость, его душа почти истекла и он пришёл в ярость. С этого дня он обрушивал на людей страдания, наказания и нападения на домашние хозяйства, о которых мы будем упоминать на протяжении всего периода его султаната. Жизнь аль-Ашрафа была нарушена с того дня, как он узнал эту новость, и он выступил против большой группы своих эмиров, схватив их и изгнав соответственно». Другие мамлюкские источники также свидетельствуют о том, что даже после почти двух лет тюремного заключения Джанибак ас-Суфи продолжал всерьёз восприниматься при каирском дворе как вполне легитимная альтернатива аль-Ашрафу Барсбею на мамлюкском престоле и как фигура, вокруг которой оппозиция потенциально могла объединиться и создать реальную угрозу власти Барсбея. В течение многих лет после 1423 года, несмотря на активные поиски, агентам Барсбея не удавалось достоверно установить место нахождения Джанибака — до Каира доходили лишь слухи о том, что его видели то в Египте, то в Сирии, то в Анатолии; всё это чрезвычайно беспокоило султана Барсбея, заставляя постоянно опасаться возможной угрозы со стороны Джанибака ас-Суфи и его сторонников. В ответ Бейбарс начал настоящую кампанию террора, в ходе которой пострадали родственники и бывшие сторонники Джанибака, а малейшее подозрение в симпатиях к беглому сопернику султана считалось достаточным поводом для ареста или применения более крутых мер.
Между тем, покинув Александрию, Джанибак несколько лет оставался в Египте, более того, как сообщается, в середине 1420-х годов ему даже удалось какое-то время пожить в одном из старинных жилых кварталов Каира, прямо под носом у Барсбея. Когда слухи об этом в конце концов достигли султана, он приказал войскам опустошить квартал, чем нанёс огромный ущерб его жителям, однако Джанибаку вновь удалось бежать. После этого он был вынужден искать убежище за пределами Египта, сначала в Сирии, а затем удаляясь все дальше и дальше на север Анатолии.

## Противостояние в Восточной Анатолии
На протяжении двенадцати лет Джанибаку ас-Суфи удавалось скрываться от розысков агентов султана Барсбея и, как следствие, от внимания придворных каирских летописцев. Судя по всему, в какой то момент ему удалось найти надёжное убежище у местных правителей Анатолии. Только весной 1435 года Барсбею донесли достоверные сведения о том, что Джанибак уже некоторое время проживает у Исфандияра ибн Баязида (правил в 1402—1439 годах), местного туркоманского правителя анатолийского города Синоп на берегу Чёрного моря. Эту новость султан получил от своих наместников в северных провинциях — от наиба Халеба Куркумаса аш-Шабани и наиба Даранды (Даренде), которые утверждали, что эмир Джанибак собирает свои силы в Центральной Анатолии и рассылает мамлюкским наместникам и местным туркоманским правителям Восточной Анатолии и Северной Сирии письма, приглашая их выступить вместе с ним против Барсбея. Таким образом, Джанибак ас-Суфи становился региональным лидером сопротивления власти Барсбея, стремившегося усилить свой контроль над Восточной Анатолией — регионом, являвшегося в середине 1430-х годов ареной сложной борьбы военно-политических интересов мамлюкского султана Барсбея, османского султана Мурада II и тимуридского эмира Шахруха. Восточноанатолийские туркоманские правители — Караманиды Коньи, Рамазаниды Тарса и Аданы, Дулгадириды из Эльбистана и Мараша, а также Кара Юлук Осман и его сыновья, возглавлявшие союз туркоманских племён Ак-Коюнлу, центрами которого были Диярбакыр и Эрзинджан, — все они пытались использовать эту борьбу «сверхдержав» за гегемонию над восточной частью Анатолии в своих собственных интересах. Именно этой ситуацией воспользовался и Джанибак ас-Суфи, заручившийся поддержкой местных туркоманских правителей, от Рамазанидов на западе до Ак-Коюнлу на востоке, и включившийся в организацию прибыльных набегов на контролируемые Каиром районы Дивриги и Малатьи.

Восточная Анатолия в XV веке

Джанибак выбрал для своего неожиданного появления на военно-политической арене Восточной Анатолии момент очередного обострения давней борьбы между Караманидами и Дулгадиридами за контроль над стратегически важным городом Кайсери, которая в начале 1435 года вылилась в открытый вооружённый конфликт, имевший существенные межрегиональные последствия. Со времён правления султана аль-Муайяда Шайха решение периодически возникающих споров о том, кто из местных туркоманских вождей будет владеть Кайсери, считалось прерогативой Каира, поэтому Барсбей был автоматически вовлечён в разгоревшийся конфликт. Караманидский правитель Ибрагим-бей II (умер в 1464) и его противник из рода Дулгадиридов Насир ад-Дин Мехмед (правил в 1399—1442) обратились к султану с просьбой о решении спора. В обмен на обещания значительной дани, в мае 1435 года Барсбей формально утвердил Ибрагим-бея в качестве законного владельца Кайсери. Кроме того, в пользу Караманидов играло то, что они находились в состоянии войны со своими северными соседями — Османами, соперниками мамлюков за контроль над востоком Анатолии. Именно по этой причине османский султан Мурад II в данном конфликте встал на сторону Дулгадиридов Насир ад-Дина Мехмеда и его сына Сулеймана, стремившихся вернуть себе контроль над Кайсери. Противостояние сторон проявлялось, в основном, в перманентных набегах на города друг друга, к участию в которых присоединились и вожди Ак-Коюнлу, а также привело к нескольким военным кампаниям Барсбея против Дулгадиридов и одной кампании Мурада II против Караманидов.
Согласно придворному каирскому летописцу Ибн Тагриберди, Джанибак ас-Суфи начал свою активную деятельность в мае 1435 года в османском городе Токат, наместник которого Аркудж-паша предложил ему поддержку. Отсюда эмир Джанибак стал рассылать свои письма с призывом к борьбе против султана Барсбея. По словам Ибн Тагриберди, «после этого большая группа людей сплотилась вокруг Джанибака ас-Суфи. Он вооружился и отправился с ними из Токата». Призыв Джанибака поддержали несколько местных туркоманских вождей, а также другой политический беженец от власти Барсбея, эмир Курмуш аль-Авар — давний товарищ Джанибака, также внезапно вновь появившийся в Восточной Анатолии. Собрав сторонников, Джанибак двинулся на юг, где объединил свои силы с войсками Мехмеда ибн Кара Юлука Османа, владевшего укреплённым городом Чемишгезек, после чего вместе с Мехмедом и объединёнными силами совершил набег на контролируемый Каиром город Дивриги. Как писал Ибн Тагриберди, «Мехмед оказал им честь и укрепил их ряды. После этого они начали набеги оттуда на город Дивриги, преследовали его жителей и грабили его окрестности». Вскоре, однако, Мехмед ибн Кара Юлук Осман со своими войсками был вызван своим сюзереном, тимуридским эмиром Шахрухом, для участия в войне с племенным объединением Кара-Коюнлу в районе озера Ван. В то же время Шахрух, очевидно, стремился использовать Джанибака для достижения собственных военно-политических целей в Восточной Анатолии и обменивался с ним посланиями. Согласно египетским источникам, в октябре 1435 года наиб Халеба направил в Каир перехваченное им письмо Шахруха к Джанибаку, в котором тот «подстрекал Джанибака ас-Суфи захватить сирийские земли, и [он пообещал ему], что отправит к ему своего сына Джуки и [своего главного военачальника] Баба-Хаджи, чтобы помочь ему в борьбе с султаном Египта». Тем временем, оставшись в районе Дивриги без поддержки Мехмеда, Джанибак со своими сторонниками двинулся на юг, в направление Малатьи. Во время осады Малатьи, 10 октября 1435 года эмир Джанибак был неожиданно захвачен в плен Сулейманом, сыном дулгадиридского правителя Насир ад-Дина Мехмеда. Прежде чем кто-либо из его сторонников сумел опомниться, Джанибака в кандалах отправили в Эльбистан. Когда эта новость дошла до султана Барсбея, он немедленно отправил к Дулгадиридам посланника с просьбой об экстрадиции Джанибака ас-Суфи в Каир.
Согласно Ибн Хаджару, пленив Джанибака, Сулейман «написал наибу Халеба, что захватил его 17-го Раби I [839], и готов обменять его на 5 000 динаров. Наиб Халеба направил письмо султану в Египет. Однако Насир ад-Дин [Мехмед] направил посланника к своему сыну Сулейману, сказав ему написать повелителю Египта и сообщить ему об этом, а также сказать Джанибаку, что он наложил на него руки только для того, чтобы получить освобождение своего сына Файяда... [Насир ад-Дин] еще не был проинформирован о его освобождении, пока в ходе всего этого [его жена] Хадиджа и его сын Файяд не прибыли [в Эльбистан]». Уже в декабре 1435 года Насир ад-Дин Мехмед освободил Джанибака, не взирая на прибывшего в Эльбистан посланника султана Барсбея. Когда этот посланник вернулся в январе 1436 года в Каир с пустыми руками, раздосадованный Барсбей приказал собрать и отправить на север внушительную армию во главе с ведущими эмирами своего двора. Восстановивший своё положение Джанибак вместе со своими сторонниками двинулся из Эльбистана на юг в сторону Мараша. Тем временем войска Барсбея достигли Халеба, мамлюкский наиб которого в начале рамадана 839 года Хиджры (середина марта 1436 года) уже отправился со своими собственными войсками в Анатолию. Из Халеба войска султана двинулись мимо Мараша в Эльбистан, против Насир ад-Дина Мехмеда, который, узнав об этом, бежал из города. Поняв, что настигнуть Мехмеда не удастся, мамлюкские войска полностью разграбили Эльбистан и его окрестности и повернули назад, в направление Халеба, оставив после себя лишь выжженные земли (согласно египетским источникам, Эльбистан «был сожжён и разграблен — как [город], так и его деревни — и осталась бесплодная равнина»). Армия султана дислоцировалась около Айнтаба (совр. Газиантеп), примерно в 100 км к северу от Халеба, а поскольку Джанибак со своими сторонниками продолжал двигаться на юг, столкновение сил противников стало неизбежным.
9—10 июля 1436 года при Айнтабе между силами Джанибака и мамлюкскими войсками под командованием эмира Худжа Судуна произошло двухдневное сражение, в котором двенадцатитысячное войско Джанибака и его сторонников (в числе которых, в частности, было несколько сыновей Насир ад-Дина Мехмеда) было наголову разбито, а ему самому едва удалось спастись бегством. Многие сподвижники Джанибака, среди которых были эмиры Курмуш аль-Авар и Кумушбуга аз-Захири, были взяты в плен и казнены в Халебе. Теснимые мамлюкскими войсками, Джанибак ас-Суфи и Насир ад-Дин Мехмед были вынуждены бежать всё дальше на северо-запад, вплоть до Сиваса в Центральной Анатолии, где в сентябре-октябре их преследование прекратилось, а войска Барсбея вернулись в Халеб. Вскоре до Каира дошли известия, что Джанибак ас-Суфи и Насир ад-Дин Мехмед нашли убежище на территории Османского султаната, недалеко у Анкары. После этого османский султан открыто поддержал Дулгадиридов в их в территориальных спорах с Караманидами и двинул свои армии к Кайсери, о чём в Каире стало известно 22 декабря 1436 года. Барсбей незамедлительно направил в помощь Караманидам деньги и оружие. 18 марта 1437 года поступили новости, что Джанибак ас-Суфи, Насир ад-Дин Мехмед и его сын Сулейман присоединились к османскому наступлению на Караманидов и стянули свои войска к Кайсери. Барсбей приказал своим сирийским наибам направить войска на помощь Караманидам, однако когда мамлюкские войска достигли Мараша, стало известно, что Караманиды и Османы уже заключили мир. Между тем, Джанибак ас-Суфи и Насир ад-Дин Мехмед, оставив свои основные силы осаждать Кайсери под началом Сулеймана, с небольшим отрядом двинулись на юг, к Эльбистану, однако 19 июля 1437 года примерно в двух днях пути от Мараша на их лагерь внезапно напал египетский наиб Дивриги с двумя тысячами всадников. Джанибек и Мехмед бежали в разные стороны — Мехмед вновь укрылся на османской территории, а Джанибаку пришлось искать убежище на территории Ак-Коюнлу у Мехмеда ибн Кара Юлука Османа и его брата Махмуда.
Однако ситуация в Ак-Коюнлу повернулась в невыгодную для Джанибака ас-Суфи сторону — наиб Халеба, действовавший по указанию Барсбея, смог за солидное вознаграждение в 5 000 динаров убедить братьев Мехмеда и Махмуда, сыновей Кара Юлука Османа, взять Джанибака под стражу и выдать султану (нужно заметить, что третий брат, Хамза ибн Кара Юлук Осман был против выдачи Джанибака и требовал от Мехмеда прислать его к себе.). В пятницу 25 октября 1437 года эмир Джанибак, предупреждённый о предательстве беев Ак-Коюнлу, попытался бежать, но в завязавшейся схватке был ранен стрелой и упал с лошади, после чего его удалось схватить. На следующий день Джанибак ас-Суфи скончался от полученных ран. Когда конвой из Халеба прибыл, чтобы забрать пленника и заплатить Мехмеду и Махмуду, на привезённые деньги обменяли только отрубленную голову Джанибака. Вали Халеба незамедлительно отправил голову в Каир, где переполняемый радостью султан Барсбей 30 октября приказал носить её на пике по городу, а затем бросить в канаву. Примерно через два месяца, в январе 1438 года, меч Джанибака также был доставлен в Каир с сыном Махмуда ибн Кара Юлука Османа. Этим символическим актом, призванным проиллюстрировать победу и могущество Барсбея, завершилась многолетняя история его противостояния с эмиром Джанибаком ас-Суфи. По мнению британского историка-мамлюколога Питера Холта, смерть Джанибака избавила Барсбея от «самого опасного из его врагов», поскольку, как утверждал Холт, «прибытие Джанибека в Анатолию объединило отдельных людей и целые группы, противостоящие Барсбею и, в более общем смысле, Мамлюкскому султанату как таковому». Сам султан Барсбей умер всего через несколько месяцев, в июне 1438 года.

## Семья
Известно, что во время нахождения Джанибака ас-Сафи в Эльбистане между октябрём 1435 и февралём 1436 годов дулгадиридский правитель Насир ад-Дин Мехмед выдал за него замуж свою дочь Нефисе-хатун. В 1440 году овдовевшая Нефисе-хатун была выдана отцом замуж за мамлюкского султана аз-Захира Джакмака.